# Bob Vudvord
Robert Apšer Vudvord (rođen 26. mart 1943) američki je istražni novinar. Radio je za Vašington Post od 1971. godine kao novinar, a trenutno je pridruženi urednik.
Dok je bio mladi reporter u Vašington Postu 1972. godine, Vudvord se udružio s Karlom Bernstajnom; njih dvoje su proizveli znatan deo originalnih vesti o skandalu sa Votergejtom. Taj skandal je doveo do brojnih vladinih istraga i konačne ostavke predsednika Ričarda Niksona. Rad Vudvorda i Bernstajna je dugogodišnji novinar Džin Roberts nazvao je „verovatno najvećim pojedinačnim izveštačkim naporom svih vremena”.
Vudvord je nastavio da radi za Vašington Post nakon svog izveštavanja o Votergejtu. Od tada je napisao 19 knjiga o američkoj politici, od kojih je 13 na vrhu liste najprodavanijih.

## Rani životi i karijera
Vudvord je rođen u Dženivi u Ilinoisu, kao sin Džejn (devojački Apšer) i Alfreda Ena Vudvorda , advokata koji je kasnije postao glavni sudija u sudu 18. Sudskog kruga. On je odgajan u obližnjem Vitonu u državi Ilinois. Njegovi roditelji su se razveli kada mu je bilo dvanaest godina, a njega i njetgovog brata i sestru odgajao je otac, koji se kasnije ponovo oženio. Vudvord se upisao na Jejl koledž sa stipendijom za mornaričke rezervne oficire (NROTC), i studirao je istoriju i englesku književnost. Dok je bio na Jejlu, Vudvord se pridružio bratstvu Faj Gama Delta i bio je član prestižnog tajnog društva Knjiga i zmija. On je diplomirao 1965. godine i započeo petogodišnju službenu dužnost u Mornarici Sjedinjenih Država. Tokom svoje mornaričke službe Vudvord je služio u brodu USS Rajt i bio je jedan od dva oficira koji su dodeljeni za pomeranje ili rukovanje nuklearnim lansirnim kodovima koje je Rajt nosio u svojstvu plovećeg štaba za hitne situacije (NECPA). U jednom trenutku, bio je blizak admiralu Robertu O. Velanderu, kao službenik za komunikacije na USS Foksu pod Velanderovom komandom.
Nakon što je u avgustu 1970. okončao vojni rok kao poručnik, Vudvord je primljen na Pravni fakultet na Harvardu, ali je odlučio da ne pohađa nastavu. Umesto toga, konkurisao je za posao reportera u Vašington Postu, dok je pohađao postdiplomske studije o Šekspiru i međunarodnim odnosima na Univerzitetu Džordž Vašington. Hari M. Rozenfeld, glavni metropolitenski urednik Posta, primio ga je na dvonedeljnu probu, ali ga nije zaposlio zbog nedostatka novinarskog iskustva. Nakon godinu dana u Montgomeri Sentinelu, nedeljniku u predgrađu Vašingtona, Vudvord se 1971. godine zaposlio kao reporter Posta.

## Career recognition and awards
Iako nije primalac, Vudvord je dao presudni doprinos dvema Pulicerovim nagradama koje je osvojio Vašington Post. Prvo, on i Bernstajn su bili glavni izveštači o Votergejtu, a Post je osvojio Pulicerovu nagradu za javnu službu 1973. Takođe je bio glavni izveštač za Postovog pokrića o napadima 11. septembra 2001. Post je dobio Pulicerovu nagradu za nacionalno izveštavanje 2002. za 10 svojih priča na tu temu.
Sam Vudvord je dobitnik je gotovo svake velike američke nagrade za novinarstvo, uključujući nagradu Hejvud Braun (1972), Vort Bingam nagradu za istraživačko novinarstvo (1972 i 1986), nagradu Sigma Delta Hi (1973), nagradu Džordž Polk (1972), Vilijam Alen Vajt medalju (2000) i nagradu Džerald R. Ford za izveštavanje o predsedništvu (2002). Kolbijev koledž je 2012. godine uručio Vudvordu nagradu Elajdža Pariš Lavdžoj za hrabro novinarstvo, kao i počasni doktorat.

## U filmu
Vudvorda je portretisao Robert Redford u filmu Svi predsednikovi ljudi (1976), Dž. T. Volš u Povezan (1989), Džulijan Moris u Mark Felt: Čovek koji je srušio Belu kuću (2017), i Spenser Garet u Predvodniku.

## Knjige
Vudvord je koautor ili autored trinaest No. 1 nacionalnih najprodavanjih nefikcionih knjiga.
- All the President's Men. 1999. ISBN 978-0-684-86355-9.. o Votergejt skandalu. , izdanje 25. godišnjice. ; napisano sa Karlom Bernstajnom
- The Final Days. 1976. ISBN 978-0-671-22298-7.. o Niksonovoj ostavci ; napisano sa Karlom Bernstajnom
- The Brethren. 1979. ISBN 978-0-671-24110-0.. o Vrhovnom sudu i godinama Vorena E. Bergera. ; napisano sa Skotom Armstrongom
- Wired. 1984. ISBN 978-0-671-47320-4.. o smrti Džona Belušija i holivudskoj kulturi droge
- Veil: The Secret Wars of the CIA. 1987. ISBN 978-0-671-60117-1.. o „tajnim ratovima” CIA tokom uprave Vilijama Dž. Kejsija
- The Commanders. 1991. ISBN 978-0-671-41367-5.. o Pentagonu, prvoj Buševoj administraciji i Zalivskom ratu
- The Agenda. 1994. ISBN 978-0-7432-7407-4.. o Bil Klintonovom prvom mandatu
- The Choice. 1996. ISBN 978-0-684-81308-0.. o Bil Klintonovoj drugoj izbornoj kampanji
- Shadow. 1999. ISBN 978-0-684-85262-1.. o ostavštini Votergejta i skandala s kojima su se suočile kasnije predsedničke administracije
- Maestro. 2000. ISBN 978-0-7432-0412-5.. o predsedavajućem Federalnih rezervi Alanu Grinspanu
- Bush at War. 2002. ISBN 978-0-7432-0473-6.. o putu do rata sa Avganistanom nakon 11. septembra
- Plan of Attack. 2004. ISBN 978-0-7432-5547-9.. o tome kako i zašto je predsednik Džordž V. Buš odlučio da uđe u rat sa Irakom
- The Secret Man: The Story of Watergate's Deep Throat. 2005. ISBN 978-0-7432-8715-9.. o Mark Feltovom obelodanjenju, nakon više od 30 godina, da je on bio Duboko Grlo. Knjiga je bila napisana pre nego što je Felt priznao svoj status, jer je bio bolestan i Vudvord je očekivao da će na jedan način, ili drugi, doći od obelodanjenja. .
- State of Denial: Bush at War, Part III. 2006. ISBN 978-0-7432-7223-0.. o Bušovoj administraciji i Iračkom ratu
- The War Within: A Secret White House History (2006–2008). 2008. ISBN 978-1-4165-5897-2..
- Obama's Wars. 2010. ISBN 978-1439172490.. o načinu na koji je Obamina administracija postupala sa ratovima u Iraku i Avganistanu
- The Price of Politics. 2012. ISBN 978-1451651119.. o predsedniku Obami i pokušaju kongresnih republikanskih i demokratskih lidera da obnove američku ekonomiju i poboljšaju fiskalno stanje federalne vlade tokom 3,5 godine. .
- The Last of the President's Men. 2015. ISBN 978-1501116445.. o Aleksandru Baterfildu, Niksonovom pomoćniku koji je otkrio tajni sistem prisluškivanja Bele kuće, što je promenilo istoriju i dovelo do Niksonove ostavke. .
- Fear: Trump in the White House. 2018. ISBN 978-1471181306.. .

## Televizija
Vudvord je učestvovao u pisanju NBC TV filma iz 1986 Pod opsadom (engl. Under Siege) o seriji terorističkih napada na Sjedinjene Države. Ostali pisci filma su Kristijan Vilijams, Ričard Harvud, i Alfred Soul.
Woodward again collaborated with Williams when they were story writers for the 1989 TNT TV miniseries adaptation of The Nightmare Years about American journalist William L. Shirer stationed in pre-World War II Nazi Germany. The miniseries' screenplay was written by Ian Curteis.

## Literatura
- Gates, Robert (1996). From the Shadows. New York: Simon and Schuster. стр. 411–414. ISBN 978-0-684-81081-2.
- Kessler, Ronald (2003). The CIA at War. New York: St. Martin's Press. стр. 129. ISBN 978-0312319328.
- Kessler, Ronald (2003). The CIA at War. New York: St. Martin's Press. стр. 128. ISBN 978-0312319328.

## Spoljašnje veze
- Bob Vudvord na sajtu  (jezik: engleski)
- Bob Vudvord на веб-сајту  (језик: енглески)
- Staff, Journal Record (19. 4. 2018). „Bob Woodward to speak at OCCC”. journalrecord.com.
- „'A war on truth'” (на језику: енглески). Приступљено 17. 10. 2018.
- „"Bob Woodward Shares 'Chilling' Words from Former President Richard Nixon About May 4 Shootings"”. WKSU. Архивирано из оригинала 29. 04. 2020. г. Приступљено 28. 12. 2019.